# P.Y.T. (Pretty Young Thing)
〈P.Y.T. (Pretty Young Thing)〉는 미국의 가수 마이클 잭슨의 노래이다. 그것은 잭슨의 여섯 번째 솔로 음반 《Thriller》 (1982년)의 여섯 번째 싱글이다. 이 곡은 제임스 잉그램과 퀸시 존스에 의해 쓰여졌다.
〈P.Y.T. (Pretty Young Thing)〉는 1983년 9월 19일에 발매되었다. 이 싱글은 빌보드 핫 100 차트 10위, 핫 블랙 싱글 차트 46위에 오르며 이 음반의 여섯 번째 톱 10 히트곡이 되었다. 영국에서 이 곡은 11곡의 정점을 찍었다. 이 싱글은 벨기에에서 6위로 톱 10 안에 들며 가장 큰 성공을 거두었다. 이 노래는 모니카, 저스틴 과리니, 카니예 웨스트를 포함한 수많은 아티스트들에 의해 커버되고 샘플링되었다. 오리지널 데모도 《Thriller 25》를 위해 블랙 아이드 피스의 가수 윌 아이 앰에 의해 리믹스되었다.
〈P.Y.T. (Pretty Young Thing)〉는 잭슨이 라이브로 공연한 적이 없다. 그러나 Dangerous World Tour의 리허설에서 잭슨은 데모 버전의 일부를 불렀고, "내가 아직 녹음하지 않은 것"이라고 설명했다.

## 배경
퀸시 존스는 아내 페기 립턴이 "매우 어린 것"이라는 글자가 새겨진 란제리를 가져온 후 이 노래의 원래 제목을 생각해냈다. 거기서부터 존스는 몇몇 작곡가들에게 제목을 중심으로 곡을 써달라고 부탁했다. 잭슨과 음악가 그레그 필린게인즈는 필린게인즈가 존스에게 선사한 데모를 공동 작곡하고 녹음했다. 그 버전은 《Michael Jackson: The Ultimate Collection》 (2004년)에 실렸다. 잭슨은 필린게인즈와 함께 한 버전이 존스가 찾던 것이 아니었다고 회상한다. "퀸시는 빠른 노래를 원했지만, 저는 중간 템포였습니다." 제임스 잉그램이 데모를 발표했을 때 존스는 "바로 그거야"라고 말하고 잉그램을 집으로 보내 가사를 완성시켰다. 그 후 존스는 브릿지를 연장하고 성가대 부분을 추가할 것을 제안했고, 그 결과 존스는 공동 작곡가로 인정받게 되었다. 잭슨은 잉그램과 존스가 생각해낸 버전이 마음에 들었다며 가사의 "코드"와 "텐더로니"와 같은 단어가 사전에서 찾을 수 없었던 재미있는 로큰롤 형태의 단어라는 사실을 밝혔다.

## 녹음
프로듀서 퀸시 존스는 오랜 기간 사운드 엔지니어였던 브루스 스위디언이 잭슨의 목소리를 위해 대형 다이아프럼 슈어 SM7 다이내믹 마이크를 선택할 수 있도록 했다. 마이크가 라디오 방송국에서 더 자주 보여졌기 때문에 그 선택은 이례적이었다. 백 보컬의 경우, 스위디언은 잭슨이 각 트랙을 녹음하기 위해 마이크와 다른 거리에 위치하도록 하여 더 두꺼운 사운드를 얻을 수 있도록 했다.

## 곡 목록
45 RPM

A-side
1. "P.Y.T (Pretty Young Thing)" – 3:59

B-side
1. "Workin' Day and Night" (Live-Jacksons) – 4:26

디스코 싱글

A-side
1. "P.Y.T (Pretty Young Thing)" – 3:59

B-side
1. "This Place Hotel" – 4:41
2. "Thriller" (Instrumental) – 5:56

## 인증
| 국가                               | 인증        | 판매량/출하량 |
| ---------------------------------- | ----------- | ------------- |
| 덴마크 (IFPI Danmark)              | 골드        | 45,000        |
| 영국 (BPI)                         | 골드        | 400,000       |
| 미국 (RIAA)                        | 2× 플래티넘 | 2,000,000     |
| 판매량+스트리밍을 기반으로 한 인증 |             |               |